# Creobroter urbanus
Creobroter urbanus är en bönsyrseart som beskrevs av Fabricius 1775. Creobroter urbanus ingår i släktet Creobroter och familjen Hymenopodidae. Inga underarter finns listade i Catalogue of Life.